# Amsterdam (песня Мэгги Макнил)
«Амстердам» (нидерл. Amsterdam) — нидерландская песня композиторов Франса Смита, Роберта Вервея и Сьяукье Смит на стихи поэта Алекса Альбертса, написанная в 1980 году. В том же году она была записана музыкальным продюсером Питером ван Астеном на студии Warner Music Group, став первой нидерландской песней, записанной в этой компании.

## История исполнения
Премьера песни в исполнении Мэгги Макнил состоялась на конкурсе Евровидение в 1980 году, на котором певица представляла Нидерланды. Это было второе участие певицы на конкурсе Евровидение. В 1974 году она заняла третье место с песней «Я смотрю на звезду» (нидерл. Ik zie een ster) в дуэте с Виллемом Дэйном.
Конкурс 1980 года проходил в Гааге. Песня, в аранжировке Дика Баккера, была исполнена после выступления конкурсанта из Португалии Жозе Сида с песней «Большая, большая любовь» и перед конкурсантом из Франции группы «Профи» с песней «Эй, эй дамы и господа». Оркестром дирижировал Рохир ван Оттерло. В ходе голосования, «Амстердам» получил 93 балла и занял 5-е место из 19-ти.
Мэгги Макнил записала песню на четырёх языках — нидерландском, английском, немецком и французском. Все версии с тем же названием, за исключением немецкой, которая называлась «Амстердам, Амстердам, только здесь я дома» (нем. Amsterdam, Amsterdam, nur da bin ich zuhaus).
В том же десятилетии нидерландский певец Герард Йолинг исполнил кавер-версию песни. В 2004 году венесуэльский перкуссионист Херардо Росалес записал сальса-версию песни.

## Видеозаписи
- Eurovision 1980 — Maggie MacNeal — Amsterdam — Выступление Мэгги Макнил с песней «Амстердам» на конкурсе Евровидение 1980. (нид.)